# Ways to Live Forever (film)
Pour plus de détails, voir Fiche technique et Distribution.
Ways to Live Forever est un film dramatique britannico-espagnol réalisé par Gustavo Ron, sorti en 2010.
Il est adapté du roman du même nom (Quand vous lirez ce livre dans sa traduction française) de Sally Nicholls. Robbie Kay y tient le rôle principal.

## Fiche technique
- Titre : Ways to Live Forever
- Réalisation : Gustavo Ron
- Scénario : Gustavo Ron, d'après le roman Quand vous lirez ce livre de Sally Nicholls
- Musique : César Benito
- Photographie : Miguel P. Gilaberte
- Montage : Juan Sánchez
- Production : Martyn Auty et Javier Gazulla
- Société de production : El Capitan Pictures, Formato Producciones et Life & Soul Pictures
- Pays :  Royaume-Uni et  Espagne
- Genre : Drame
- Durée : 90 minutes
- Dates de sortie : 
  -  Espagne : 29 octobre 2010

## Distribution
- Robbie Kay : Sam McQueen, un garçon de 12 ans très curieux et assoiffé de connaissance. Il est atteint d'une leucémie. Il est décidé à réaliser ses derniers vœux. Il écrit un livre sur sa vie.
- Alex Etel : Felix, l'ami de Sam. Il est aussi atteint d'un cancer. Il est très terre-à-terre.
- Ben Chaplin : Daniel McQueen, le père de Sam, un homme silencieux.
- Emilia Fox : Amanda McQueen, la mère de Sam.
- Eloise Barnes : Ella McQueen, la petite sœur de Sam.
- Phyllida Law : "Gran", la grand-mère de Sam.
- Greta Scacchi : Mrs Willis, la professeure particulière de Sam et Felix. C'est elle qui donne à Sam l'idée d'écrire un livre.
- Natalia Tena : Annie, une infirmière qui s'occupe des enfants une fois de retour chez eux. Elle possède un scooter rose et se fait appeler "Dracula" parce qu'elle prélève souvent du sang aux enfants.
- Ella Purnell : Kaleigh, la cousine de Felix. Elle permet à Sam de réaliser deux de ces vœux en lui laissant boire un verre dans le pub de son père et en l'embrassant.

## Accueil
Le film a reçu un accueil mitigé de la critique. Il obtient un score moyen de 59 % sur Metacritic.